# Santa Maria Gloriosa dei Frari

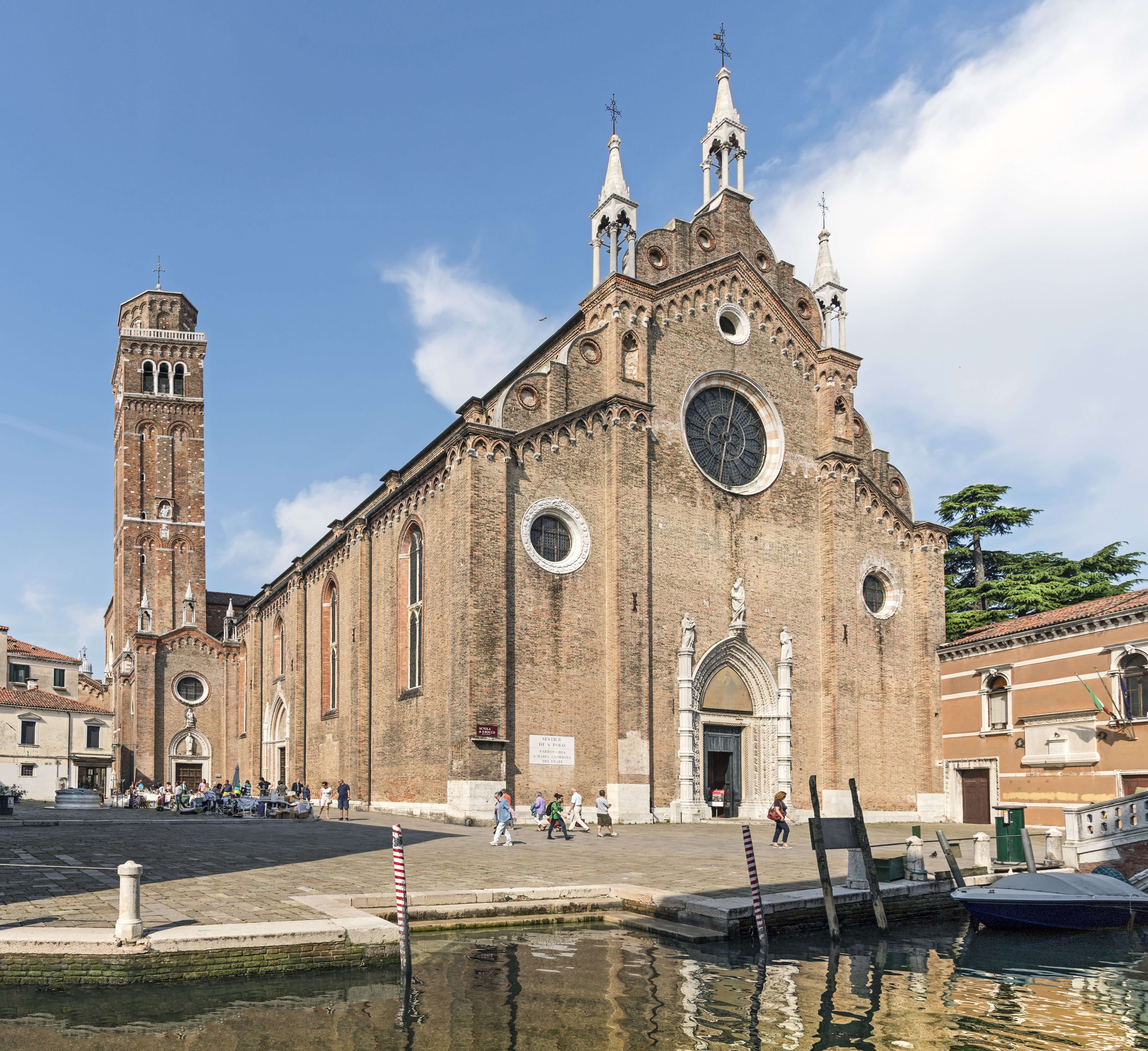
Santa Maria Gloriosa dei Frari

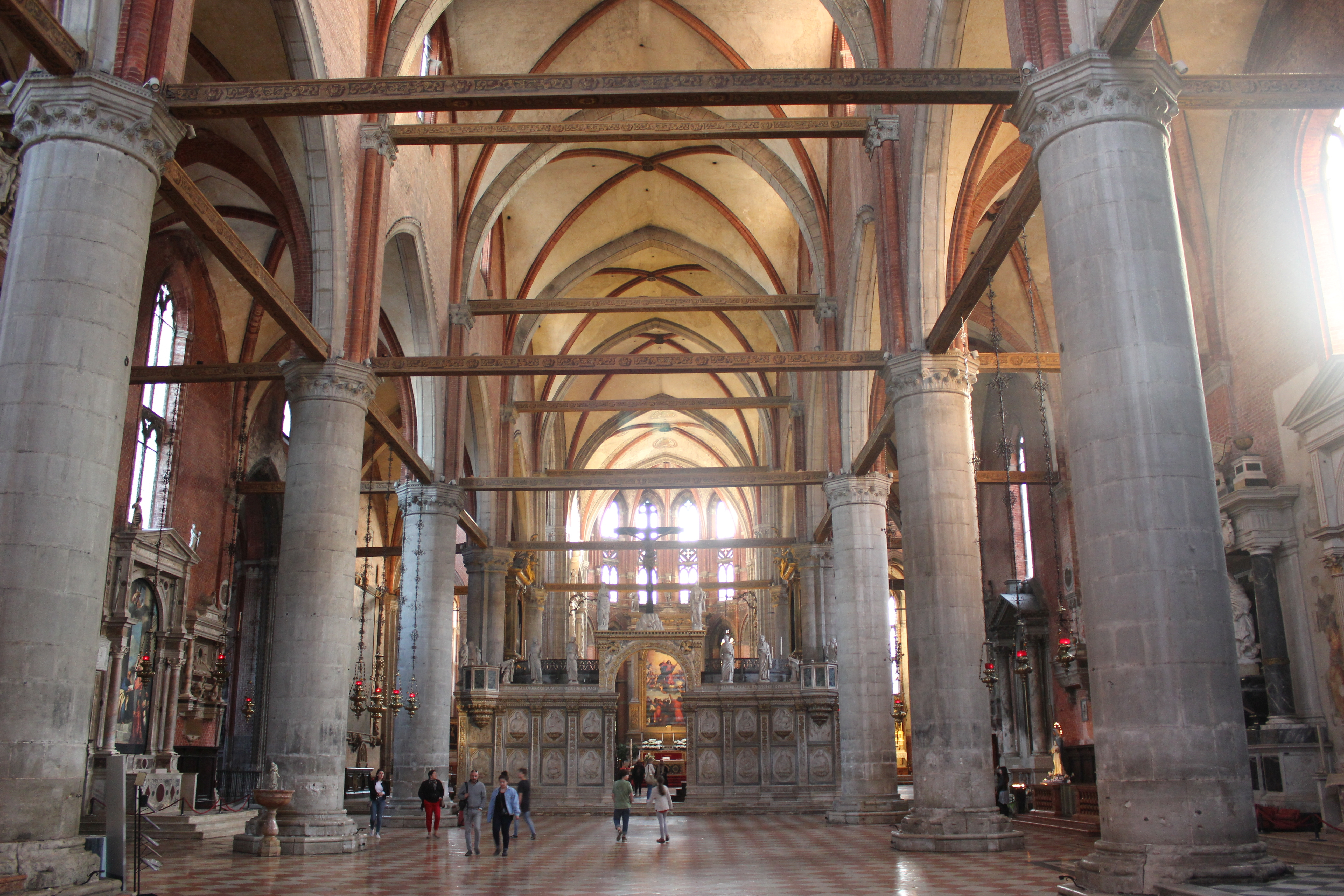
Santa Maria Gloriosa dei Frari, Inneres

Santa Maria Gloriosa dei Frari, auch Frarikirche oder kurz Frari (venezianisch „Brüder“), ist neben San Zanipolo der größte und bedeutendste gotische Sakralbau in Venedig. Die römisch-katholische Kirche befindet sich am Campo dei Frari im Sestiere San Polo und ist dem Patrozinium der Aufnahme Mariens in den Himmel geweiht. Sie ist mit zahlreichen hervorragenden Kunstwerken ausgestattet, darunter zwei Hauptwerken Tizians und beherbergt zahlreiche Grabmonumente berühmter Venezianer, so auch von Tizian. 1926 erhielt sie den Ehrentitel einer päpstlichen Basilica minor. In den beiden ehemaligen zur Kirche gehörenden Klöstern befindet sich seit 1817 das Staatsarchiv Venedig.

## Geschichte und Baugeschichte

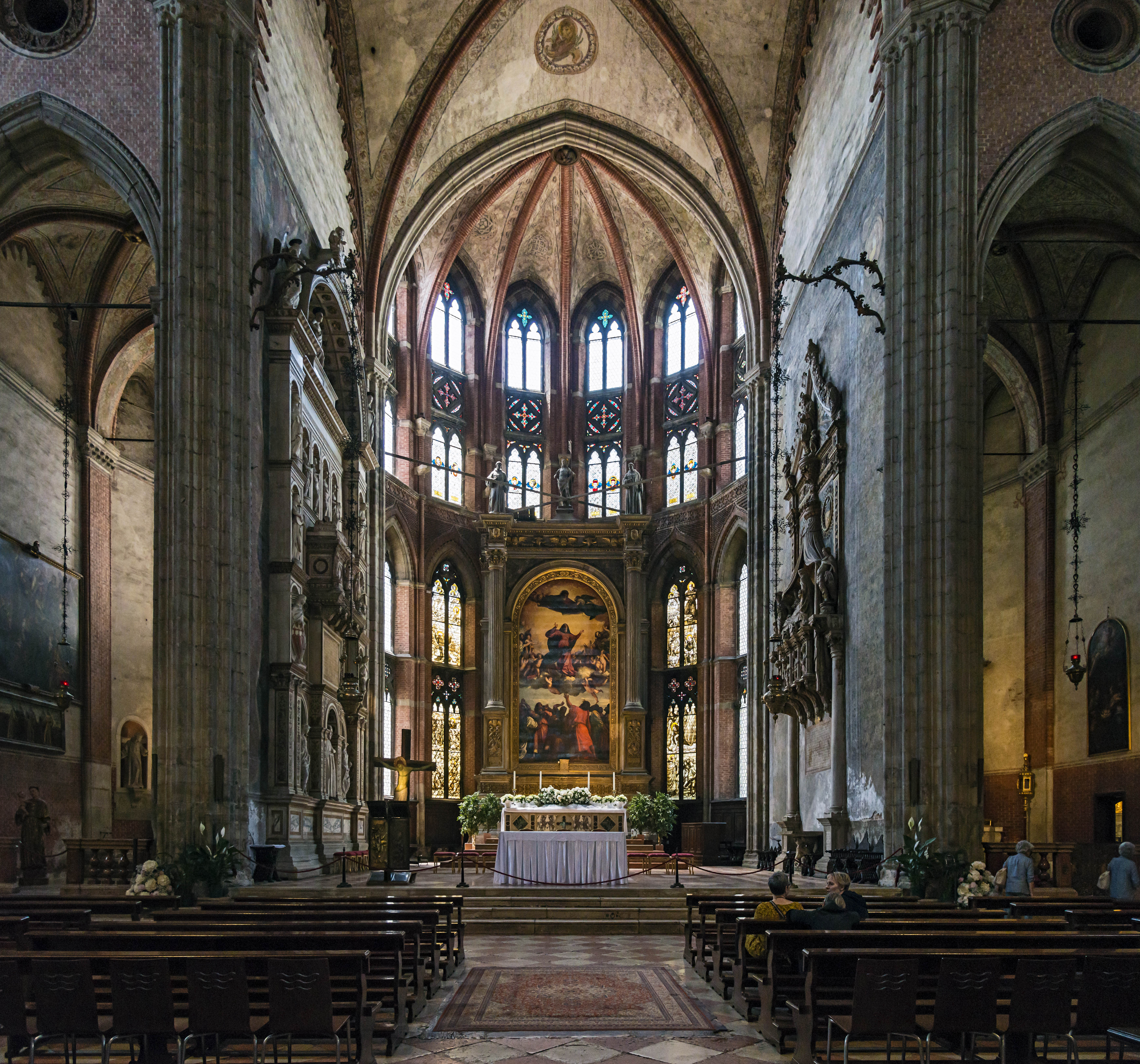
Santa Maria Gloriosa dei Frari, Blick zum Chor

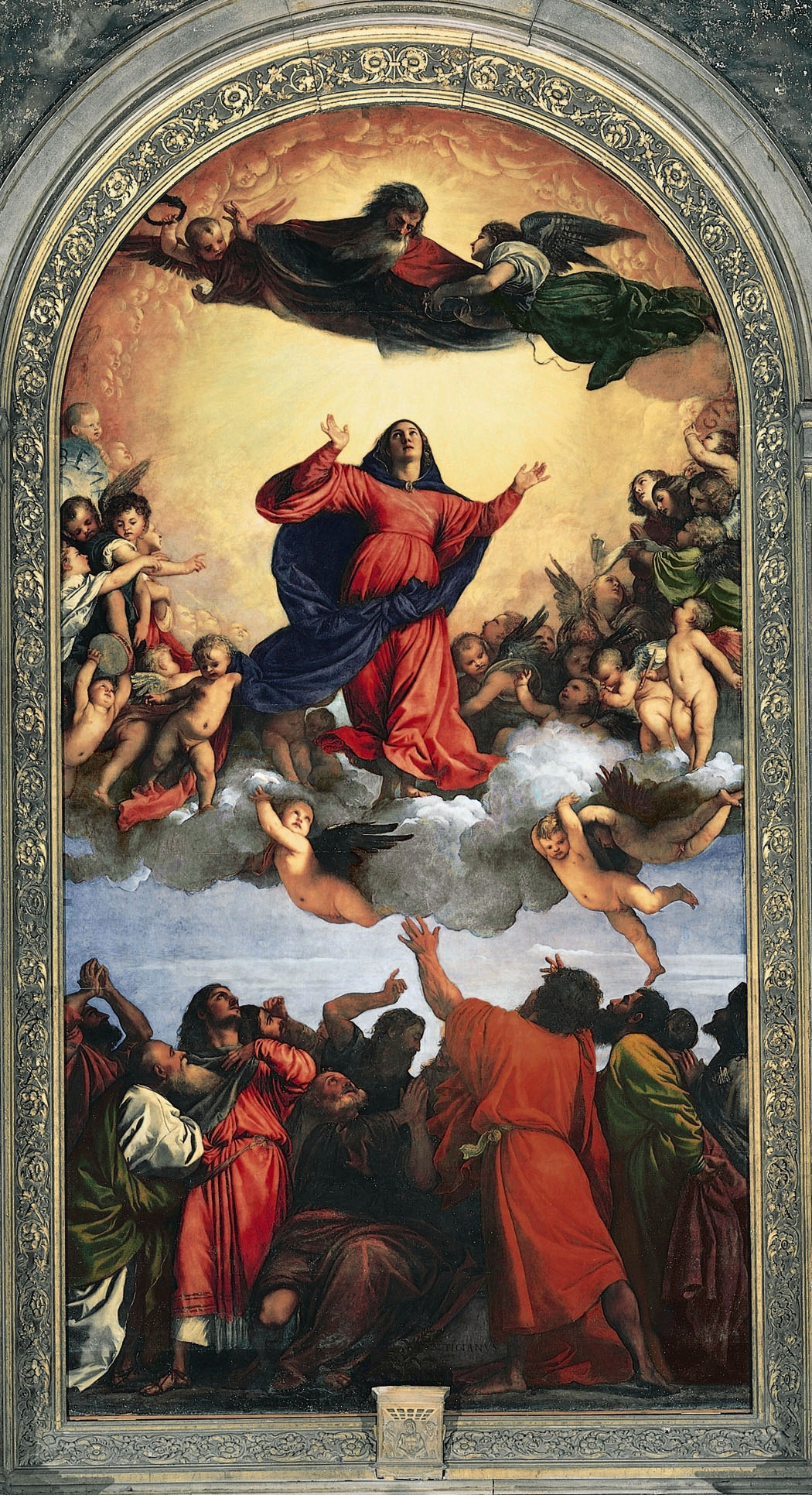
Tizian, Mariä Himmelfahrt, 1518 (15)

Um 1223 siedelten sich die Minderen Brüder der Franziskaner in einem bestehenden Klostergebäude am Rand der damaligen städtischen Bebauung an. Dort begannen sie um 1250 mit dem Bau einer kleinen, der Gottesmutter geweihten Kirche, der Santa Maria de’ Frati Minori („Santa Maria von den minderen Brüdern“), die 1280 konsekriert wurde. 1340 wurde diese rund 40 Meter lange Kirche abgerissen, um Platz für einen Neubau zu schaffen, da sie wegen des großen Zulaufs zu den Predigten der Brüder bald zu klein geworden war. 1361 wurden Apsis und Querhaus der nunmehr südwestlich ausgerichteten Kirche geweiht und der Bau des 1396 fertiggestellten Campanile durch die Baumeister Jacopo und Pierpaolo Celega begonnen. 1420 wurde im Auftrag von Marco Corner, des Vaters der späteren Königin Caterina Cornaro, die Capella Corner südwestlich der Milanese-Kapelle angefügt. Sie ist dem Namenspatron ihres Auftraggebers, dem heiligen Markus, geweiht und beherbergt ein von Bartolomeo Vivarini geschaffenes Triptychon mit den heiligen Markus, Hieronymus, Petrus, Nikolaus und Johannes dem Täufer. Südlich an das Seitenschiff anschließend wurde 1432 bis 1434 die dem heiligen Petrus geweihte Cappella Emiliana errichtet, eine Taufkapelle, die von den Stiftern, der Familie Emiliana, als Grablege genutzt wurde. Beide Kapellen verfügen jeweils über ein Portal zum Campo dei Frari. In der Mitte des 15. Jahrhunderts wurde im nördlichen Querhaus die Sakristei als eigenständiges Gebäude erbaut. 1468 erhielt die Kirche ihre mit vierzehn Reliefs verzierten Chorschranken im Joch vor der Vierung, an denen Bartolomeo Buon mitgearbeitet haben soll. Im selben Jahr wurde das geschnitzte Chorgestühl vollendet. Gegen Ende des 15. Jahrhunderts wurde die Fassade fertiggestellt. Am 19. Mai 1518 wurde das Altarbild Mariä Himmelfahrt von Tizian über dem Hochaltar angebracht.

### Scuola Grande di San Rocco
Westlich der Frari-Kirche befinden sich Kirche und Haus der Bruderschaft des hl. Rochus, die Scuola Grande di San Rocco. Hier befinden sich Werke Tintorettos. Bevor die Bruderschaft 1489 von den Franziskanerbrüdern der Frari-Kirche ein Grundstück zum Bau ihrer Scuola erhielt, hatte sie ihren Sitz im Kloster der Frari-Kirche.

## Architektur

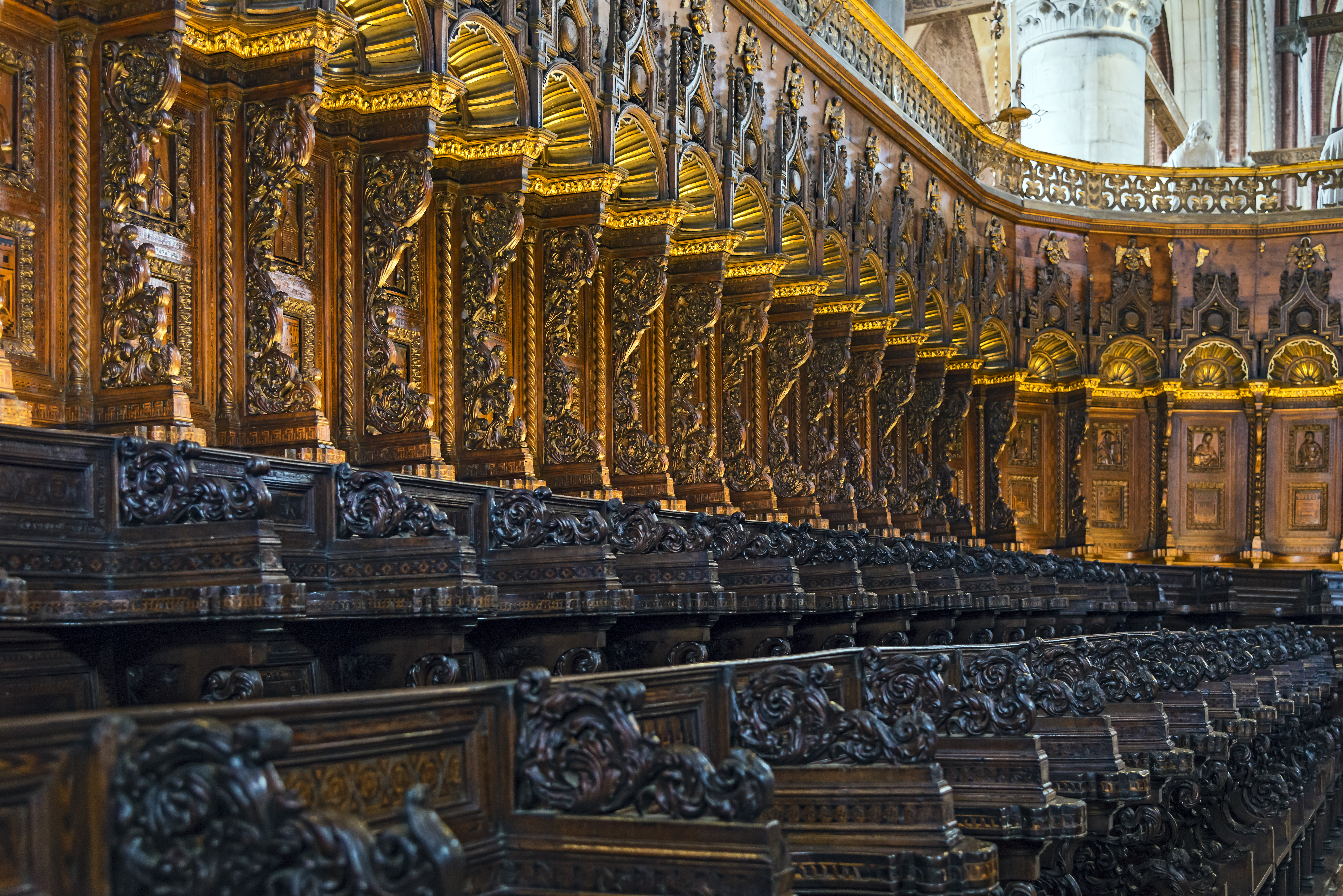
1468 vollendetes Chorgestühl (11)

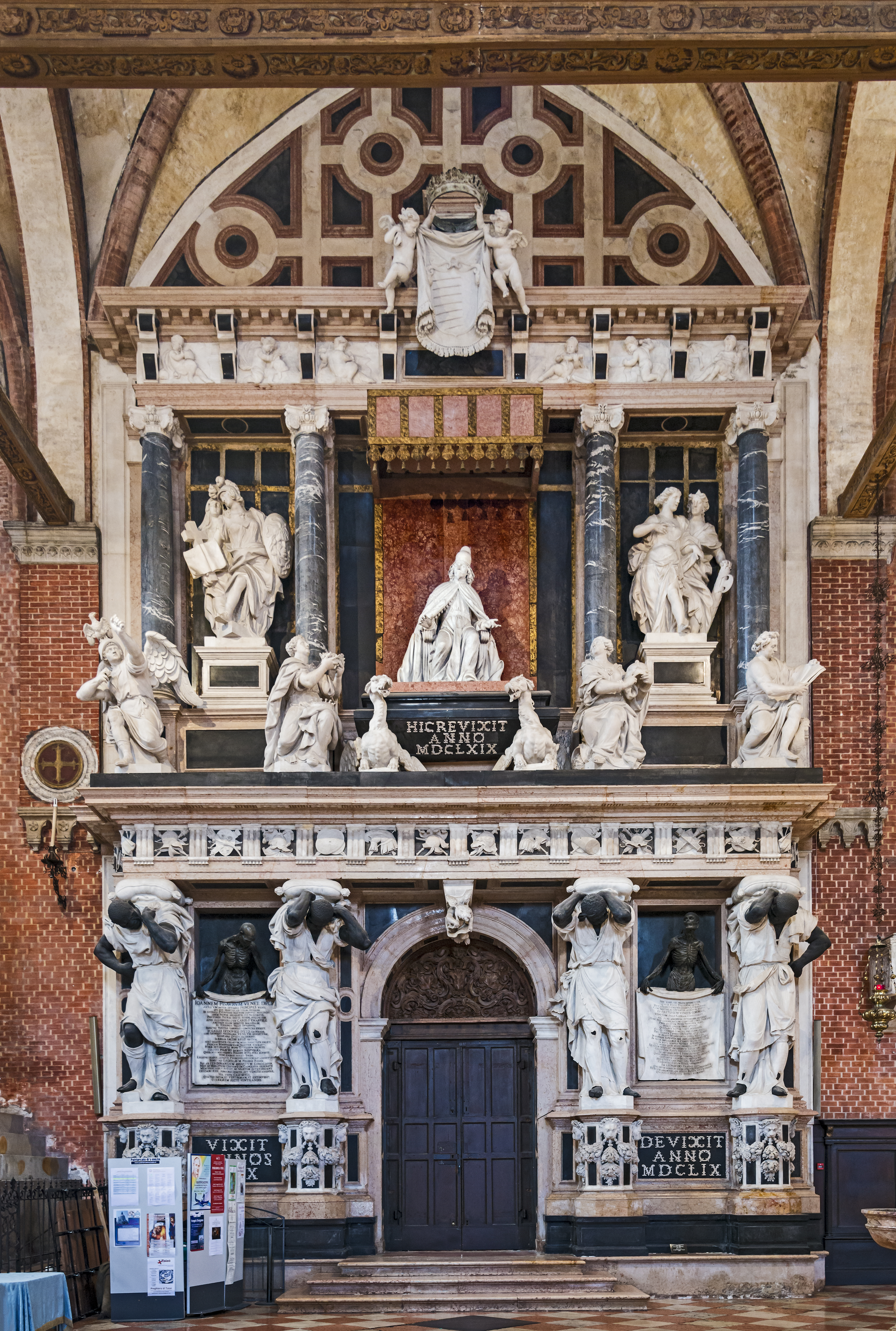
Grabmonument des Dogen Pesaro (4) nach Entwurf von Baldassare Longhena, Skulpturen Melchior Barthel

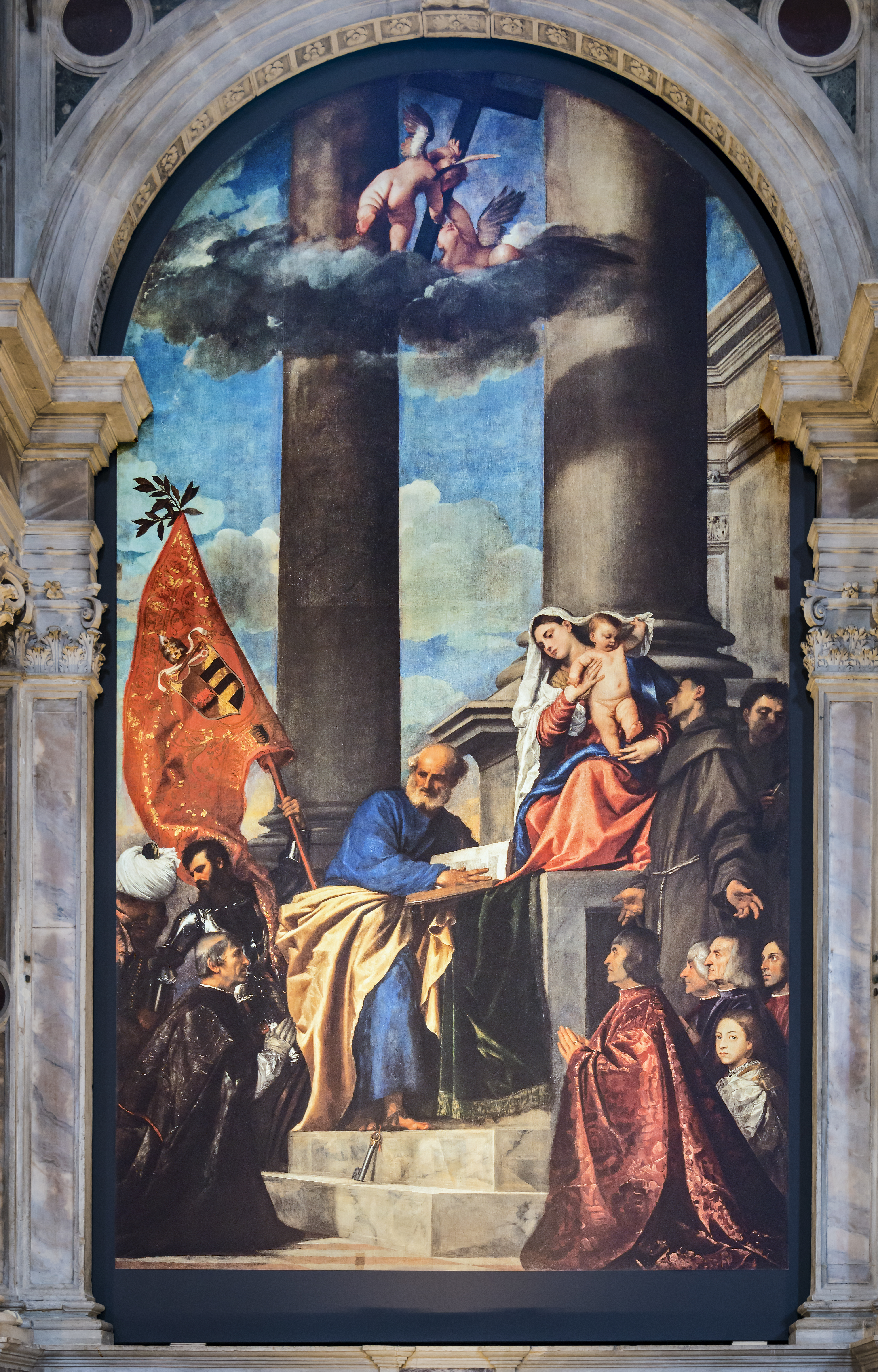
Tizian, Pesaro Madonna (5)

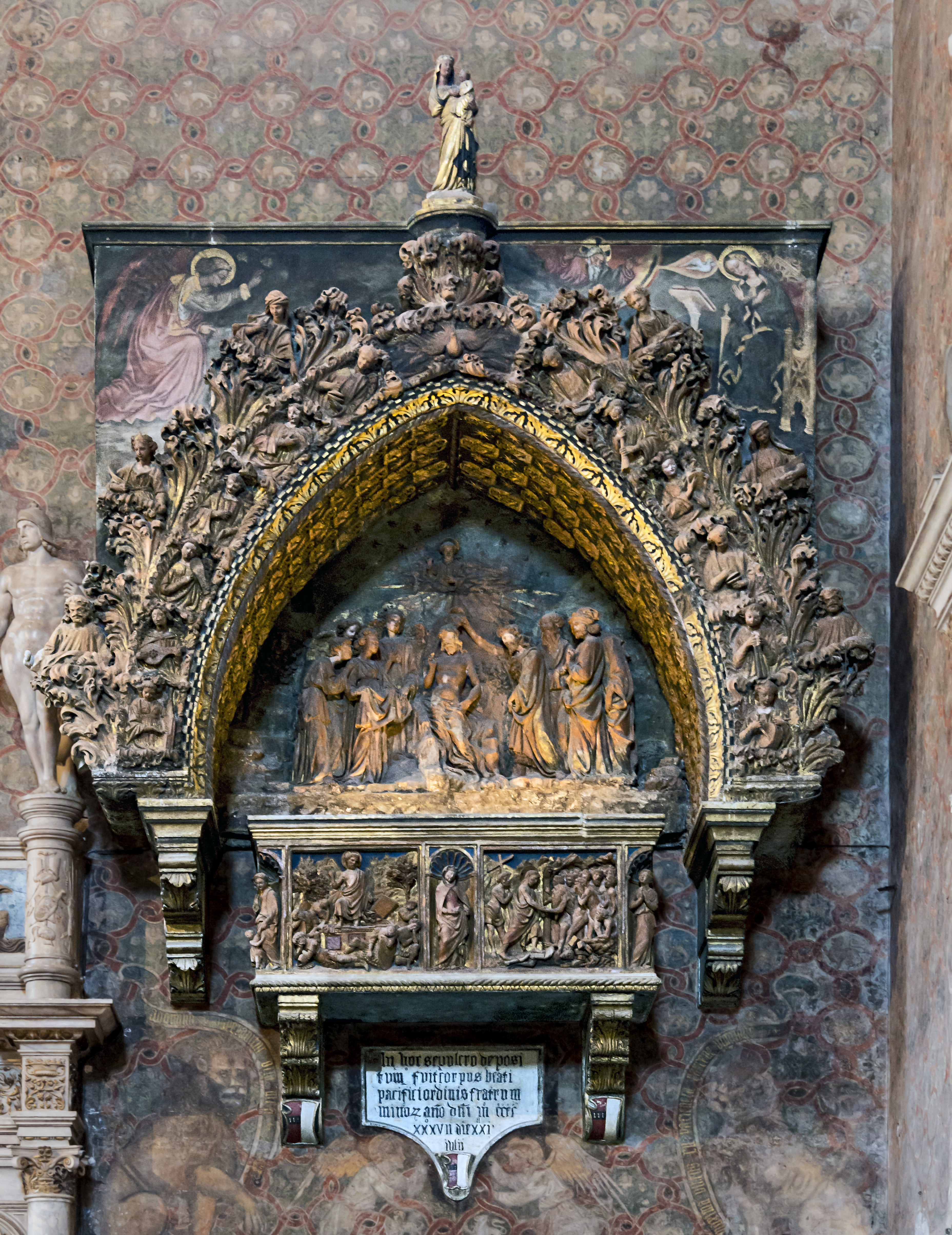
Grabmal des seligen Pacifico

Die schlichte mit Lisenen dreigeteilte spätgotische Hauptfassade des Backsteinbaues schmückt ein reich gestaffelter und geschwungener Giebel. Die Zierelemente wie die Rahmen der Fensterrose, der Okuli, die Friese, der kranzartige Gesimsabschluss und die drei Ädikulä des Fassadenabschlusses sowie das Portal, bekrönt mit Statuen des Erlösers von Alessandro Vittoria (1581) auf der mittleren Spitze, des heiligen Franziskus und einer Madonna mit dem Kind aus der Werkstatt des Bartolomeo Bon auf den seitlichen Fialen, sind aus istrischem Stein. Die große Mittelrose ist zusätzlich aus rotem Veronese Stein. Das aus Stein wirkende Gewölbe wurde wegen des problematischen Baugrundes zur Gewichtsreduzierung aus verputztem Rohrgeflecht erstellt. Wie bei anderen venezianischen Kirchen wird der Bau durch hölzerne Zuganker stabilisiert. Die Kirche ist fast 80 m lang und 30 m breit.
Die Frarikirche ist eine dreischiffige Pfeilerbasilika mit einschiffigem hohen Querhaus und einer Gruppe von sechs kleinen und einer zentralen großen Chorkapelle, die alle einen polygonalen Abschluss haben. Südöstlich der Apsis befinden sich die Milanese-Kapelle, die St.-Michaelskapelle oder Capella Trevisan und die Kapelle der Heiligen der Franziskaner (Capella di S. Francesco). Nordwestlich der Apsis liegen die Täuferkapelle (cappella dei Fiorentini), die Sakramentskapelle (cappella del Sacramento) und die Familienkapelle der Bernardo (cappella Bernardo) mit Bartolomeo Vivarinis 1482 entstandenem Bild der Jungfrau mit den Heiligen Andreas, Nikolaus von Bari, Paulus und Petrus, das gleichzeitig die Stammväter der vier Linien des Hauses Bernardo darstellt und an dem sich, im Vergleich mit dem acht Jahre älteren Triptychon in der Cappella Corner, die stilistische Weiterentwicklung Vivarinis gut ablesen lässt. Alle Raumteile haben ein Kreuzrippengewölbe.

## Ausstattung
1. Innenfassade
2. Kreuzkapelle
3. Denkmal für Canova
4. Denkmal für den Dogen Pesaro
5. Madonna des Hauses Pesaro
6. Emiliani-Kapelle oder Cappella Emiliana
7. Corner-Kapelle oder Cappella Corner
8. Milanese oder Mailändische Kapelle
9. St.-Michaelskapelle oder Capella Trevisan
10. Kapelle der Heiligen der Franziskaner (Capella di S. Francesco)
11. Chorgestühl
12. Chor
13. Denkmal für den Dogen Tron
14. Kreuz aus dem 12. Jahrhundert
15. Mariä Himmelfahrt von Tizian
16. Denkmal für den Dogen Foscari
17. Täuferkapelle (cappella dei Fiorentini)
18. Kapelle von Pater Kolbe oder Sakramentskapelle
19. Kapelle der Bernardo
20. Pietà
21. Altar der Sakristei und Triptychon von Giovanni Bellini
22. Sakristei mit Gemälde Hagar in der Wüste
23. Reliquienaltar
24. Eingang zum Kapitelsaal und Konvent der Frari
25. Wandmauer des rechten Querschiffes
26. Denkmal für Jacopo Marcello
27. Altar der heiligen Katharina
28. Altar des hl. Joseph von Copertino
29. Altar der Beschneidung Jesu
30. Grabmal des Malers Tizian
31. Altar des hl. Antonius von Padua

### Grabmäler

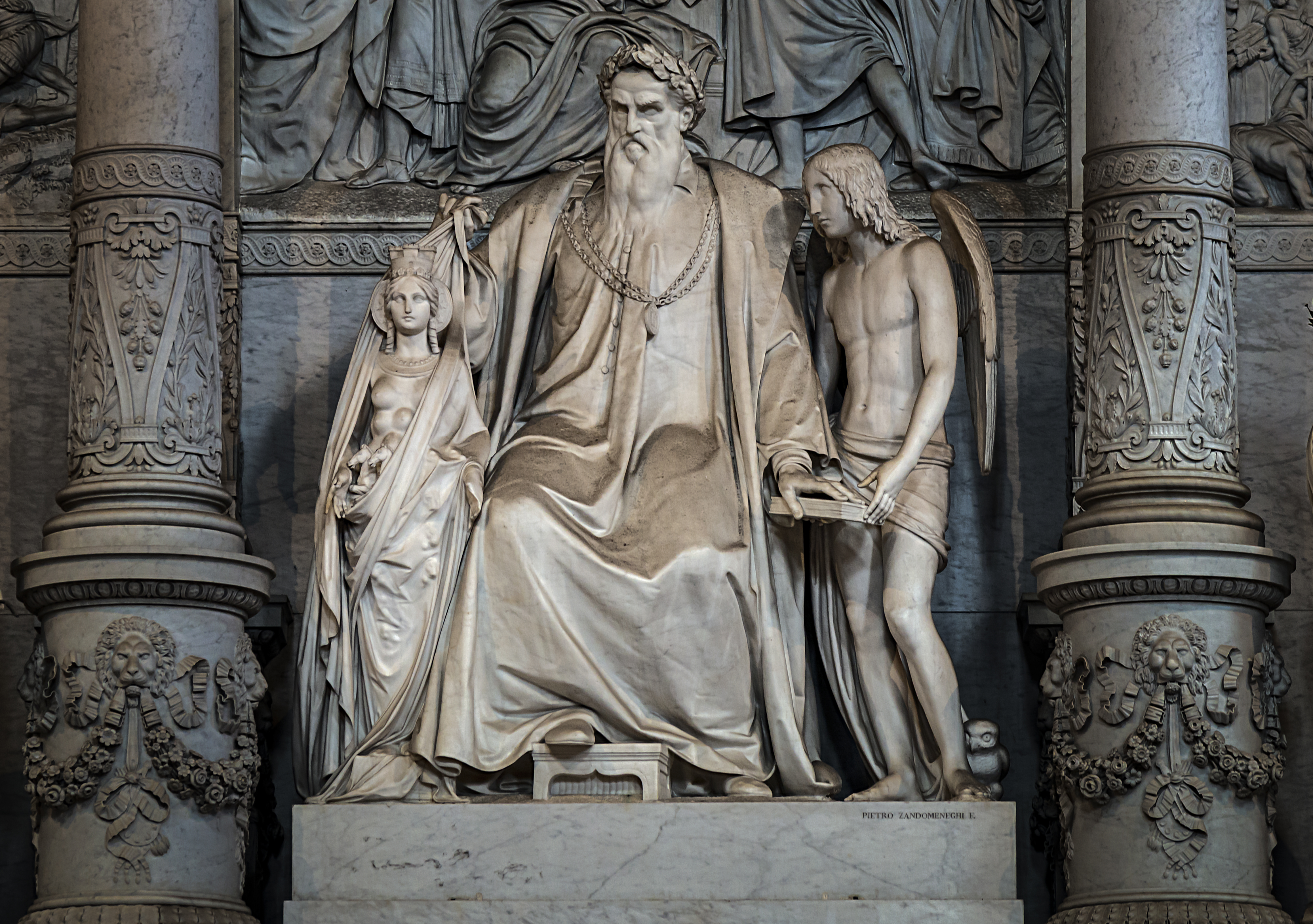
Grabmal für Tizian (30)

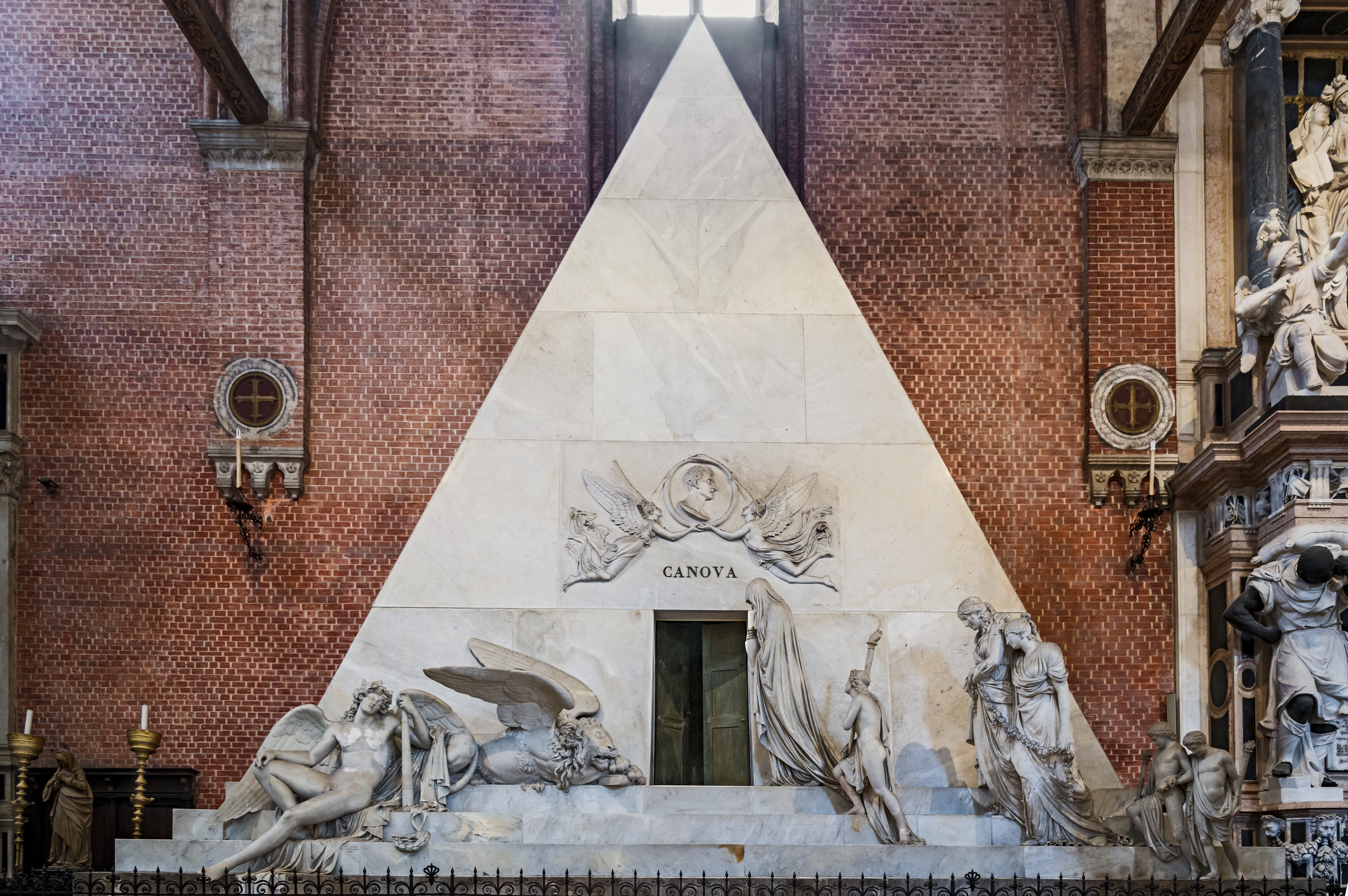
Denkmal für Antonio Canova (3)

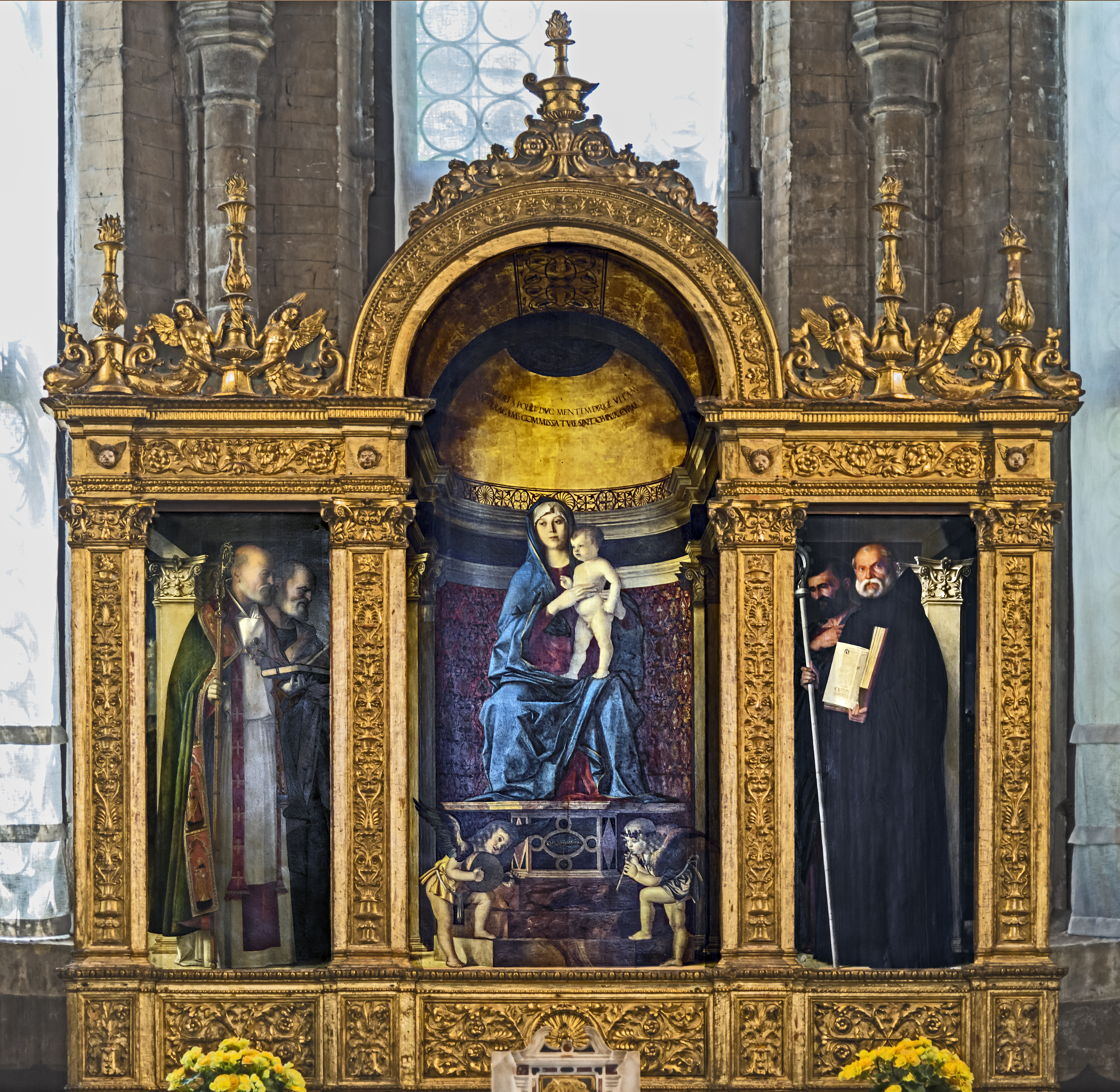
Giovanni Bellini, Madonna mit Kind zwischen den hll. Petrus, und Nikolaus, Benedikt und Markus, Sakristei (21)

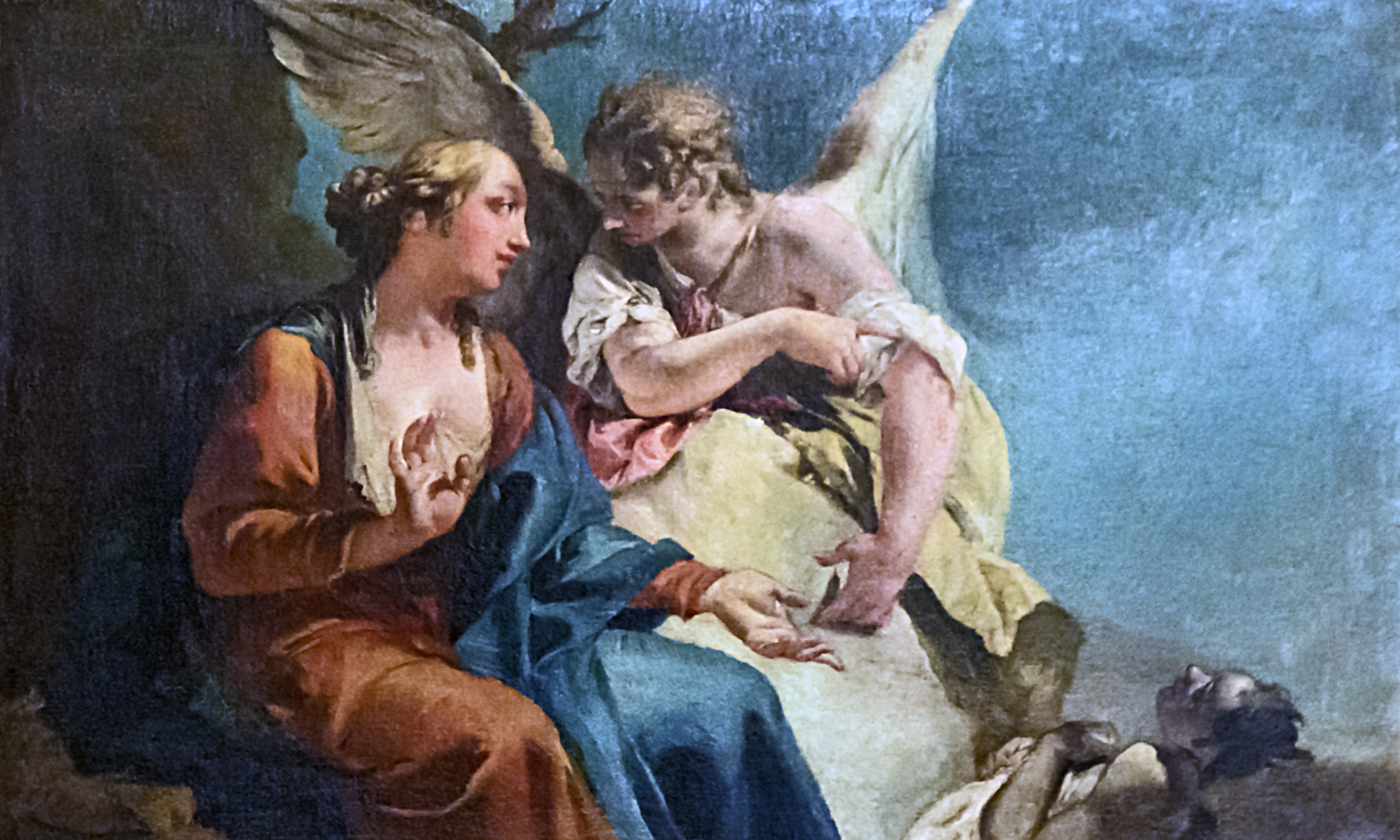
Hagar in der Wüste von Giambattista Pittoni in der Sakristei der Basilica dei Frari (22)

In der Frarikirche befinden sich unter anderem die Grabmäler folgender Personen:
- Wandgrab für den Franziskaner Beato pacifico, den Baumeister der Frarikirche, um 1437
- Denkmal für den Bildhauer Antonio Canova († 1822), zur Aufbewahrung der Urne mit seinem Herz, erbaut nach seinem eigenen Entwurf von seinen Schülern
- Wandgrabmal für den Dogen Francesco Dandolo († 1339) mit Tafelbild des Paolo Veneziano mit Darstellungen des Dogen und seiner Frau Elisabetta Contarini mit den Heiligen Franziskus und Elisabeth von Ungarn, Kapitelsaal des Klosters
- Baldachingrab des Dogen Francesco Foscari († 1457), rechte Wand des Presbyteriums, von Antonio und Paolo Bregno
- Ehrenmonument für den General Girolamo Garzoni († 1688), um 1700, über dem Hauptportal
- Wandgrab für Jacopo Marcello von Pietro Lombardo und seiner Werkstatt, Querschiff
- Claudio Monteverdi († 1643), Bodengrab mit Grabplatte, Cappella Milanesi
- Grabmal von Alvise Pasqualino († 1528), Prokurator, Andrea Bregno zugeschrieben, neben dem Hauptportal
- Grabmal für Admiral Benedetto Pesaro († 1503), rechtes Seitenschiff, Lorenzo Bregno zugeschrieben
- Grabmal für den Dogen Giovanni Pesaro († 1659), nach einem Entwurf von Baldassare Longhena, Skulpturen von Melchior Barthel
- Grabmal für den Titularbischof und Flottenkommandanten Jacopo Pesaro († 1547), Mittelschiff
- Grabmal für den Condottiere Paolo Savelli († 1405), das erste Reiterdenkmal, das Venedig einem Condottiere bewilligte
- Grabmal für den General Melchiore Trevisan († 1500), von Lorenzo Bregno
- Grabmal für den Dogen Niccolò Tron († 1473), im Presbyterium, von Antonio Rizzo
- Grabmal für den Maler Tizian, gestiftet von Kaiser Ferdinand I. von Österreich, erbaut von zwei Canova-Schülern zwischen 1838 und 1852

#### Denkmal für Canova
Das Denkmal für Canova geht auf seinen Entwurf für ein nicht realisiertes Grab für Tizian zurück und wurde als Grabmonument für Maria Christina von Österreich in der Augustinerkirche in Wien angepasst. Als Canova 1822 starb, wurde sein Leichnam in seine Geburtsstadt Possagno überführt und 1827 das Denkmal aus Carrara-Marmor in der Frari-Kirche errichtet. Vor der offenen Pyramidentür zur vermeintlichen Grabkammer befinden sich drei weibliche Skulpturen, die weinende Skulptur, die Malerei und die Architektur, gefolgt von drei Genien mit entzündeten Fackeln für die Unsterblichkeit der Kunst. Links ist Canovas Genius mit erloschener Fackel und dem verzweifelten Löwen von Venedig. Über der Tür tragen zwei Engel das von einer Schlange, als Symbol der Unsterblichkeit, umwundene Bildnis des Bildhauers.

### Gemälde und Skulpturen
- Giambattista Pittoni: Hagar in der Wüste, um XVIII, Sakristei
- Giovanni Bellini: Triptychon, Madonna mit Kind zwischen den hll. Petrus und Nikolaus, Benedikt und Markus, Sakristei, 1488
- Girolamo Campagna: Statuen der hll. Agnes und Antonius von Padua, Längsschiff
- Donatello: Der hl. Johannes der Täufer, Skulptur
- Giuseppe Salviati: Darstellung im Tempel, um 1560, Altarbild
- Sansovino: Der heilige Johannes der Täufer, Statue vor der Cappella Corner
- Tizian: Madonna des Hauses Pesaro, 1519–1527, Altarbild, Südwand des Mittelschiffs, Pesaro-Kapelle
- Tizian: Mariä Himmelfahrt, 1518

Die Himmelfahrt Mariens Tizians wurde speziell für diesen Ort gemalt und 1518 über dem Hochaltar angebracht. Das Bild wurde in den Maßen 668 × 344 cm mit Ölfarben auf Holz gemalt.
Richard Wagner, der das Bild Tizians 1861 in der Accademia sah, wo es von 1817 bis 1921 in einem eigens dafür errichteten Saal ausgestellt war, bis es wieder in die Kirche zurückgebracht wurde, wurde durch den Anblick dieses Gemäldes zu seiner Oper Die Meistersinger von Nürnberg inspiriert.
- Palma il Giovane: Martyrium der Heiligen Katharina von Alexandrien (1590–1595)
- Paolo Veneziano: Votivbild des Dogen Francesco Dandolo und der Dogaressa Isabetta Contarini mit ihren Schutzheiligen Franziskus und Elisabeth, 1339, Kapitelsaal der Frarikirche
- Alessandro Vittoria: Der auferstandene Christus, Skulptur
- Alessandro Vittoria: Der hl. Hieronymus, Skulptur
- Alvise Vivarini: Der hl. Augustinus und andere Heilige, nördliche Kapelle im Querschiff
- Bartolomeo Vivarini: Der heilige Markus, Altarbild, Cappella Corner
- Bartolomeo Vivarini: Madonna mit Kind und Heiligen, Altarbild, südliche Kapelle im Querschiff

### Orgeln
Bereits um 1400 war die Frarikirche mit einer Orgel ausgestattet. Heute besitzt die Kirche zwei Orgeln aus dem 18. Jahrhundert, die auf den beiden Sängertribünen untergebracht sind. Die Orgel auf der linken Sängertribüne wurde 1732 von dem venezianischen Orgelbauer Giovanni Battista Piaggia erbaut. Das rein mechanische Instrument ist weitgehend original erhalten. Es hat ein Manualwerk (CDEFGAH–e0) mit angehängtem Pedal (ohne eigene Register). Die Registerzüge sind links und rechts des Spieltisches angeordnet. Die Orgel auf der rechten Sängertribüne wurde in den Jahren 1795–1796 von dem Orgelbauer Gaetano Callido erbaut. Das rein mechanische Instrument hat ebenfalls ein Manualwerk (CDEFGAH–d3). Das Pedal ist angehängt. Während einer umfangreichen Renovierung in der zweiten Hälfte des 20. Jahrhunderts wurden beide Orgeln aufeinander abgestimmt und können zusammen gespielt werden. Der hervorragende Zustand der beiden Instrumente ermöglicht heute die Aufführung der Musik des 16. und 17. Jahrhunderts für zwei Orgeln.
| Piaggia-Orgel (1732) |    |
| Linke Registerreihe  |    |
| Principale           | 8′ |
| Ottava               |    |
| Decima Quinta        |    |
| Decima Nona          |    |
| Vigesima Seconda     |    |

| (Fortsetzung)        |
| Rechte Registerreihe |
| Vigesima Sesta       |
| Vigesima Nona        |
| Voce Umana (D)       |
| Flauto in Duodecima  |
| Cornetta             |

| Callido-Orgel (1796)         |
| Linke Registerreihe: Ripieno |
| Principale (B)               |
| Principale (D)               |
| Ottava                       |
| Quintadecima                 |
| Decimanona                   |
| Vigesimaseconda              |
| Vigesimasesta                |
| Vigesimanona                 |
| Trigesimaterza               |
| Trigesimanona                |
| Trigesimasesta               |
| Contrabbassi (P)             |
| Ottave (P)                   |

| (Fortsetzung)        |
| Rechte Registerreihe |
| Voce Umana           |
| Flauto in VIII (B)   |
| Flauto in VIII (D)   |
| Flauto in XII        |
| Cornetta             |
| Tromboncini (B)      |
| Tromboncini (D)      |
| Trombe Reali (P)     |

- Anmerkungen

B = Bass-Seite
D = Diskant-Seite
P = Register nur in Pedallage
Hinter dem Hauptaltar befindet sich eine große Orgel, die 1927 von der Orgelbaufirma Mascioni erbaut wurde. Das Instrument hat 31 Register auf drei Manualen und Pedal. Die Spiel- und Registertrakturen sind elektro-pneumatisch.
| I Grand’Organo C–c4 |       |
| Principale          | 16′   |
| Principale          | 8′    |
| Flauto              | 8′    |
| Salicionale         | 8′    |
| Tromba              | 8′    |
| Ottava              | 4′    |
| Flauto in XII       | 2 ⁄3′ |
| XV                  | 2′    |
| Ripieno             | 1 ⁄3′ |

| II Corale Espressivo C–c4 |       |
| Principale                | 8′    |
| Bordone                   | 8′    |
| Gamba                     | 8′    |
| Voce Umana                | 8′    |
| Ottava                    | 4′    |
| XV                        | 2′    |
| Ripieno                   | 1 ⁄3′ |

| III Espressivo C–c4 |    |
| Silvestre           | 2′ |
| Flauto              | 4′ |
| Clarino             | 8′ |
| Quintante           | 8′ |
| Coro Viole          | 8′ |
| Viola               | 8′ |
| Eufonio             | 8′ |

| Pedale C–f1        |     |
| Contrabbasso       | 16′ |
| Principale Violone | 16′ |
| Armonico           | 8′  |
| Subbasso           | 16′ |
| Cello              | 8′  |
| Controfagotto      | 16′ |
| Tromba             | 8′  |
| Clarone            | 4′  |

- Koppeln: I/I (Superoktavkoppel), II/I, II/II (Superoktavkoppel) III/I (auch als Sub- und Superoktavkoppeln), III/II (auch als Suboktavkoppel), III/III (Suboktavkoppel), I/P, II/P, III/P